# Korps Politie Caribisch Nederland
Het Korps Politie Caribisch Nederland (KPCN, tot 1 januari 2011 Korps Politie Bonaire, Sint Eustatius en Saba) is het politiekorps van Caribisch Nederland. Het korps is op 10 oktober 2010 ingesteld. Het korps valt niet onder de Nederlandse Politiewet 2012, maar onder de Rijkswet politie van Curaçao, van Sint Maarten en van Bonaire, Sint Eustatius en Saba.

## Gezag
Het politiekorps staat tijdens het handhaven van de openbare orde en het uitvoeren van hulpverleningstaken onder het gezag van de gezaghebber van het betreffende Caribisch openbaar lichaam. Tijdens het opsporen van strafbare feiten staat het korps onder het gezag van de gezamenlijke procureur-generaal van Curaçao, Sint Maarten en Caribisch Nederland.

## Beheer
- Korpschef: Alwyn Braaf
- Directeur-generaal Politie en Veiligheidsregio’s van het ministerie van Justitie en Veiligheid: Monique Vogelzang
- Korpsbeheerder: Monique Commelin
- Hoofdofficier van Justitie: Walter Kupers

De directeur-generaal Politie en Veiligheidsregio’s van het ministerie van Justitie en Veiligheid heeft een mandaat om bepaalde beheerstaken te vervullen zoals het benoemen, bevorderen, schorsen en ontslaan van politieambtenaren. Het KPCN is organisatorisch gezien een onderdeel van het directoraat-generaal Politie en Veiligheidsregio’s van het ministerie van Justitie en Veiligheid.

## De organisatie
Het Korps Politie Caribisch Nederland is ingericht op basis van een procesgerichte organisatie. Het operationele politiewerk kent vier hoofdprocessen, te weten: intake, noodhulp, toezicht & handhaving (wijkzorg), en opsporing.
De Inrichting van het korps is hierop afgestemd:
- Basispolitiezorg (BPZ),
- Intake, Informatie en Operationele Ondersteuning (IIOO) en
- Opsporing (OPS).
- Bedrijfsvoering (BV)

## Locaties
Het grootste gedeelte van de medewerkers werkt op Bonaire. Deze verdelen zich over het hoofdbureau in Kralendijk en het bureau in Rincon.
Op Sint Eustatius bevindt zich één politiebureau. Op Saba is er tevens één politiebureau in The Bottom.

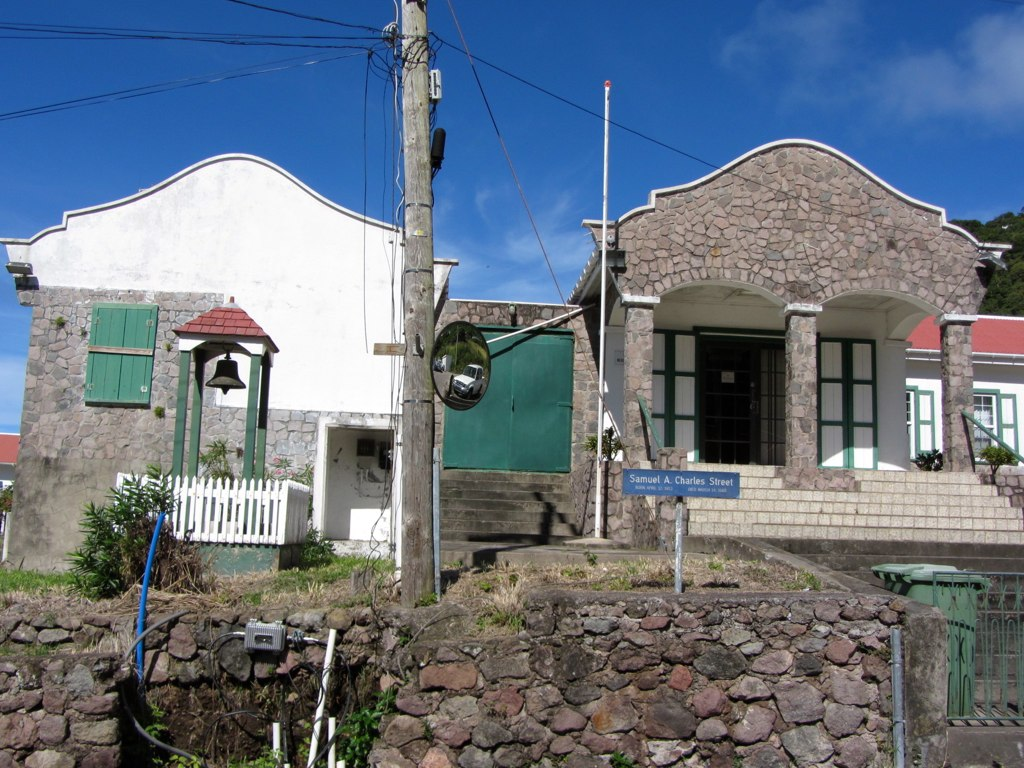
Politiebureau in The Bottom (Saba)

## Rangen

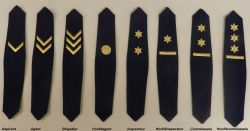
Overzicht Rangen KPCN

| Onderscheidingstekens                              | Rang             |
| -------------------------------------------------- | ---------------- |
| één balk en drie sterren                           | Hoofdcommissaris |
| één balk, twee sterren                             | Commissaris      |
| één balk, één ster                                 | Hoofdinspecteur  |
| twee sterren                                       | Inspecteur       |
| één grote ronde stip van ongeveer 2 cm in doorsnee | Hoofdagent       |
| drie chevrons, in elkaar liggend                   | Brigadier        |
| twee chevrons, in elkaar liggend                   | Agent            |
| één chevron                                        | Aspirant         |